# 拉脱维亚宗教
拉脫維亞宗教（2019年統計）
拉脫維亞傳統上主要宗教是基督宗教。截至2011年，基督信仰是拉脫維亞最大的宗教（80％），雖然只有約7％的人口定期參加宗教活動。 由於與北歐國家和北德國（見漢薩同盟）的歷史淵源密切，路德宗是拉脫維亞民族中主要的基督教教派；天主教是拉脫維亞第二大基督教教派，在拉脫維亞東部（拉特加爾）最為普遍，主要是由於波蘭的影響。東正教是拉脫維亞第三大基督教教派，信徒主要是拉脫維亞的俄裔族群。
在2015年的調查中，國際社會調查計畫發現62.6％的拉脫維亞人口信仰基督宗教（19.7％俄羅斯正教會，18.5％天主教，17.8％新教，6.1％舊禮儀派和0.5％的其他基督教派）36.7％的人宣稱無宗教信仰，另有0.7％的人信奉其他宗教。 歐盟執委會在同一年調查的發現了不同的結果，76.7％的拉脫維亞人自稱為基督徒，（26.2％天主教、24.0％東正教、16.6％新教和9.9％其他基督宗派），無宗教人士佔受訪者的22.0％（無神論4.7％，不可知論者佔17.3％）。

## 歷史

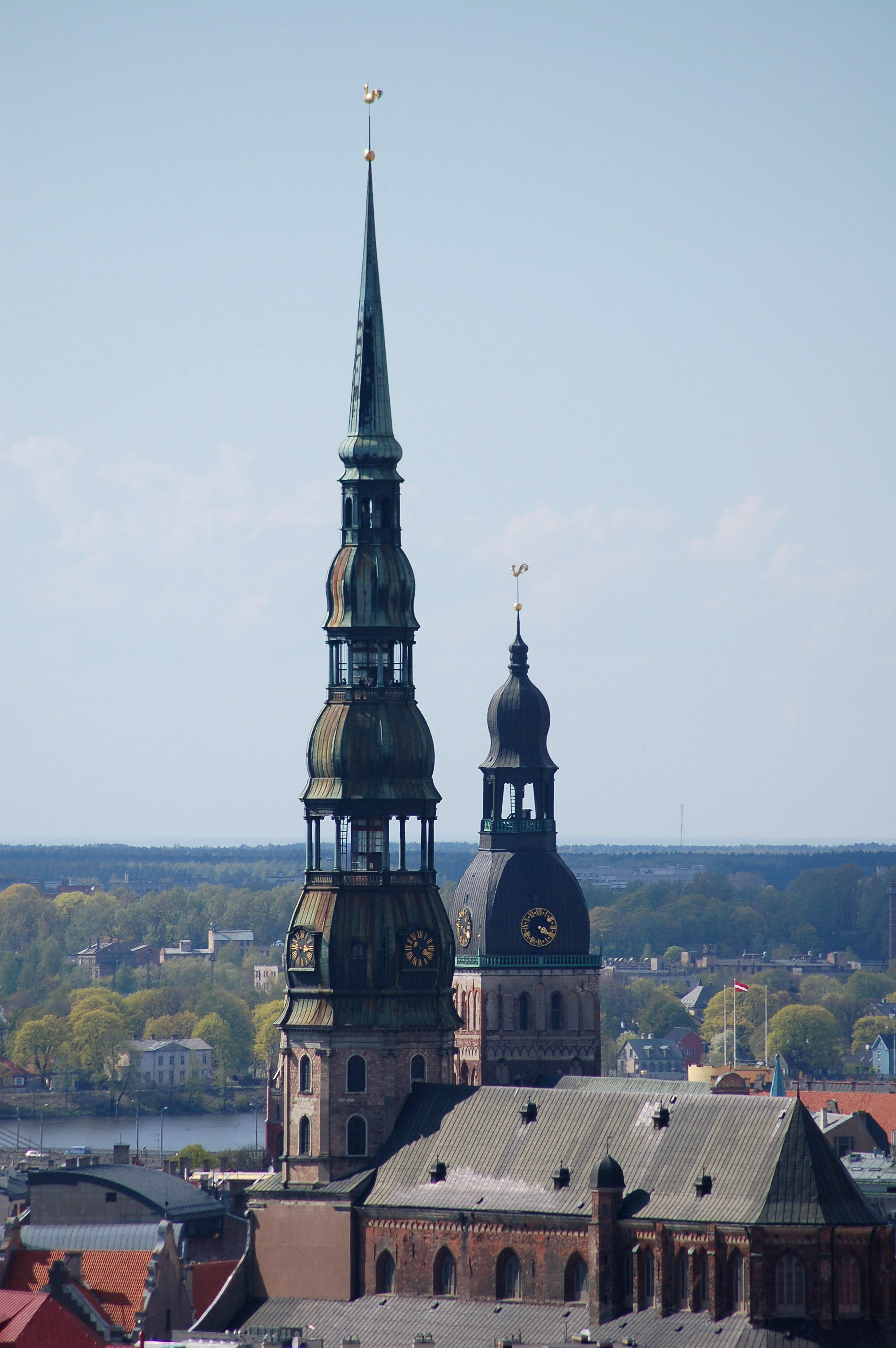
聖彼得教堂 (里加)

拉脫維亞是歐洲最後一個基督教化的地區之一。現在拉脫維亞這個地區的居民曾經信奉芬蘭異教和波羅的海神話，但是這種做法在幾個世紀中逐漸消失了。在十二至十三世紀，拉脫維亞首先受到天主教會的影響。儘管基督教化，拉脫維亞的農村仍然維持了幾個世紀以來的異教信仰體系，在17世紀之前，拉脫維亞仍然存在一些異教信仰。拉脫維亞的聖誕節（Ziemassvētki）和復活節（Lieldienas）依然在很大程度上保留了異教根源。
宗教改革期間，北德國和斯堪的納維亞地區的新教路德宗的傳入徹底改變了拉脫維亞的宗教教派，許多拉脫維亞基督徒從天主教轉換成路德宗，最終只有拉特加爾維持天主教信仰。第二次世界大戰前，拉脫維亞有2/3是新教基督徒，大多屬於路德宗。
由於蘇聯時期的國家無神論政策和世俗化的趨勢，拉脫維亞宗教信仰人口大幅度下降，今天越來越多的拉脫維亞人聲稱不信奉任何宗教。

## 現今的宗教分佈
拉脫維亞福音路德教會擁有708773個信徒，天主教信徒有430000人。從歷史上看，拉陀維亞西部和中部地區主要是新教基督徒，而東部（特別是拉特加爾地區）主要是天主教基督徒。拉脫維亞正教會是半自治的，有37萬名信徒，主要是俄裔。截至2011年，拉脫維亞猶太人口為416人；拉脫維亞有幾百名穆斯林。
| 宗教教派                     | 人數    |
| ---------------------------- | ------- |
| 路德宗                       | 708,773 |
| 天主教                       | 430,000 |
| 正教會                       | 370,000 |
| 舊禮儀派正教會               | 34,517  |
| 浸禮宗                       | 6,930   |
| 基督復臨安息日會             | 4,046   |
| 五旬節運動                   | 3,268   |
| 福音派                       | 3,171   |
| 新世代教會                   | 3,020   |
| 新使徒教會                   | 1,268   |
| 耶穌基督後期聖徒教會         | 852     |
| 衛理宗                       | 751     |
| 拉脫維亞民間異教（Dievturi） | 663     |
| 奧格斯堡路德教會             | 581     |
| 救世軍                       | 462     |
| 猶太教                       | 416     |
| 穆斯林                       | 319     |
| 德國路德宗                   | 308     |
| 耶和華見證人                 | 290     |
| 老使徒教會                   | 287     |
| 佛教                         | 155     |
| 歸正宗                       | 145     |

## 進一步閱讀
- Stradiņš J. . Annals of European Academy of Sciences and Arts. 1996, 15 (VI): 75.
- Klīve V. . Humanities and Social Sciences (Latvia). 1993, (1): 51–52.